# Gight Castle
Gight Castle ist eine Burgruine etwa 6,5 km östlich der Ortschaft Fyvie in der schottischen Council Area Aberdeenshire.

## Geschichte
Um 1480 erwarb der Clan Gordon das Land um Gight. Der 2. Laird, George Gordon, ließ um 1560 ein Tower House mit L-förmigem Grundriss auf dem Land errichten, das er von seinem Vater geerbt hatte. Der 1. Laird war in der Schlacht von Flodden Field gefallen.
Catherine Gordon-Byron war der 13. und letzte Laird von Gight. Ihr Gatte, „Mad“ Jack Byron, hatte sein Vermögen verspielt, sodass das Paar 1787 Gight Castle verkaufen musste. Die beiden waren die Eltern des späteren Dichters Lord Byron, der ein Jahr nach dem Verkauf der Burg geboren wurde.
Der 3. Earl of Aberdeen kaufte die Burg für seinen Sohn, George Gordon, Lord Haddo und seine Gattin Charlotte, geb. Baird. Der Sohn des Paares war der nachmalige britische Premierminister George Hamilton-Gordon, 4. Earl of Aberdeen. Lord Haddo kam bei einem Reitunfall ums Leben, die Burg wurde aufgegeben und verfiel.

## Architektur
Die Grundfläche der L-förmigen Burg betrug 20,74 Meter × 16,16 Meter. Der Eingang liegt im Hauptgebäude, etwas entfernt vom Innenwinkel des Hauses. Er führt in ein Vestibül mit Gewölbedecke, an der sich verschiedene Wappen finden. Ein Gang verbindet das Vestibül mit den anderen Räumen des Erdgeschosses – zwei Lagerkeller mit Gewölbedecken und eine Backstube im Hauptgebäude und einer Küche im Anbau – sowie der Treppe zu den oberen Geschossen im Übergangsbereich zwischen Hauptgebäude und Anbau. Im 1. Obergeschoss sind der Rittersaal im Hauptgebäude und Privaträume im Anbau. Dazwischen liegt eine kleine Schlafkammer mit Gewölbedecke. Die weiteren Obergeschosse sind heute nicht mehr erhalten. Später wurde im Nordosten noch ein Flügel angebaut.
Die Ruine von Gight Castle gilt als Scheduled Monument.

## Geister
Man erzählt sich, dass die Ruinen von Gight Castle vom Geist eines Dudelsackspielers heimgesucht werden, der von der Erforschung eines unterirdischen Ganges nie zurückkehrte. Noch heute kann man angeblich die Töne seines Instrumentes hören.